# Parque Alejo Barrios
El parque Alejo Barrios es un parque urbano ubicado en la planicie que se encuentra en el barrio de Playa Ancha, en la ciudad de Valparaíso, Chile. El parque Alejo Barrios toma su nombre en honor al regidor, alcalde y diputado del Partido Nacional Alejo Barrios Contreras, encargado de donar estos terrenos a la ciudad de Valparaíso.
Se encuentra entre la Universidad de Playa Ancha y la Escuela Naval. En el parque existen cuatro canchas de fútbol de tierra donde juegan los 22 clubes de la Asociación de Fútbol Alejo Barrios, fundado el 19 de febrero de 1932. En las Fiestas Patrias se realizan las ramadas y fondas, concurridas por la población.

## Historia
Los terrenos donde se emplaza el parque eran de propiedad  de don Guillermo González de Hontaneda, quien los legó al Estado, después de una petición hecha por el ministro Diego Portales para que esa planicie fuera utilizada para prácticas militares.
Ya a comienzos de la década de 1830, un mes antes de ser designado gobernador de Valparaíso, Portales indica, en  sendas cartas dirigidas a su amigo Antonio Garfias, que había acogido el encargo del Presidente Joaquín Prieto, para formar guardias cívicas en Valparaíso, cuyos ejercicios se iban a realizar en los “llanos de Playa Ancha”, haciendo clara mención al área del actual Parque Alejo Barrios.
Durante la segunda mitad del siglo XIX se le conocía como Campo de Marte, pues era el lugar donde se llevaban a cabo las paradas militares de marinos y servía además, como sitio de recreación para la población en el período de Fiestas Patrias. 
El 21 de mayo de 1921 dos equipos de basquetbol de la YMCA realizan su debut con un partido de exhibición pública. En 1922 se lleva a cabo el primer torneo interclub denominado Coliseo Popular. 
Durante una gran parte del siglo XX, las paradas militares, en Valparaíso, se llevaron a cabo en la elipse del parque, hasta el golpe de Estado de 1973. De ahí en adelante, su espacio plano fue usado durante las Fiestas Patrias como sitio de esparcimiento público con la localización temporal de fondas y ramadas.

## Principales hitos
- Estadio Elías Figueroa Brander.
- Escuela Naval Arturo Prat.
- Casa Central de la Universidad de Playa Ancha.
- Facultad de Arquitectura de la Universidad de Valparaíso.

- Datos: Q6061976
- Multimedia: Parque Alejo Barrios / Q6061976